# 목노래

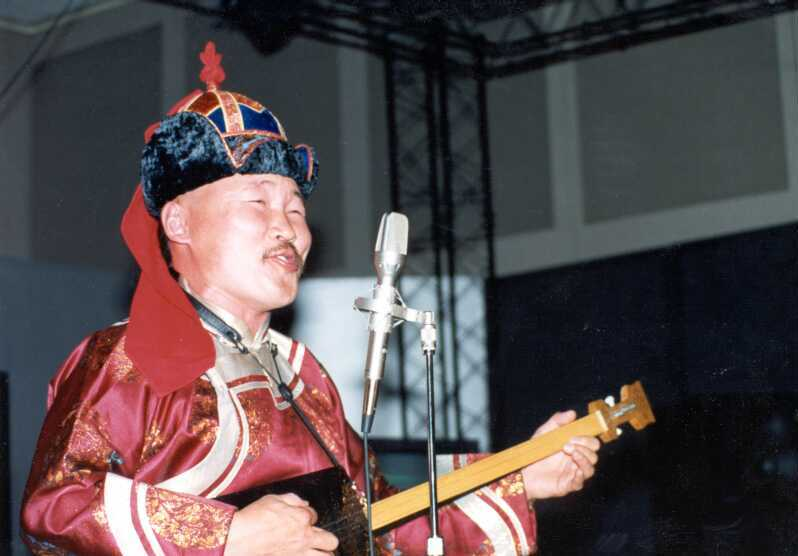

목노래(영어: throat song)는 배음 창법 등 목노래 창법(영어: throat singing) 또는 후음 창법(喉音唱法)으로 부르는 노래이다. 몽골인, 투바인 등의 전통 음악에서 나타나는 노래 형태이다.

## 지역별 목노래

### 몽골 목노래
호미(몽골어: хөөмий/ᠬᠥᠭᠡᠮᠡᠢ, IPA: [xoːmiː])는 몽골의 목노래이다.

### 투바 목노래
투바의 목노래 창법은 여러 가지가 있는데, 그중에서 회메이(투바어: хөөмей/xөөmej, IPA: [xøːmej])는 마치 낮은 목소리에 테라민이 같이 연주하는 것과 같은 창법 한 가지를 이르는 말이기도 하고, 목노래 전부를 아울러서 칭하는 말이기도 하다. 투바의 목노래는 성대에서 나오는 밑음에 따른 배음을 나게 할 수 있다는 특징이 있어서 동시에 여러 음정을 낼 수 있다. 그들의 음악은 초원과 말에 관한 것이어서, 가사의 내용은 미국 서부의 카우보이 음악과 비슷한 점이 있다.
투바 목노래에 쓰이는 기술의 수가 몇 개인지에는 여러 의견이 있다. 가장 주요한 기술은 회메이(xөөмей), 카르그라(каргыраа), 스그트(сыгыт) 세 개이다. 그밖에도 벌방나들(борбаңнадыр), 회릭테리(хөректээри), 황야(stéppe;대초원)식 카르그라(хову каргыраазы), 즐란득(чыландык), 돔촉타르(думчуктаары), 에젱길렐(эзеңгилээр), 간즙(канзып)이 있는데, 이들을 세 개의 주요한 기술의 변형이라고 여기는 사람이 있다.
투바의 창법은 많은 곳의 음악에 영향을 주었다. 고대 티베트 승려들은 카르그라(каргыраа‘가짜 성대’)로 성대보다 아래 음을 내는 창법을 받아들였다. 한편, 팔세토 이외에 높은 음을 낼 수 있는 창법(스귿; сыгыт)이 있다는 점이 미국의 뉴에이지 음악가들에게 영향을 주기도 했다.